# Vireó capbrú
El vireó capbrú (Hylophilus brunneiceps) és una espècie d'ocell pertanyent a la família dels vireònids (Vireonidae). Habita la selva pluvial de les terres baixes del sud-est de Colòmbia, sud de Veneçuela i oest amazònic del Brasil.